# Leander Engström
Per Leander Engström (ur. 28 lutego 1886 w Ytterhogdal, zm. 6 lutego 1927 w Sztokholmie) – szwedzki malarz, specjalizujący się w portretach oraz pejzażach przedstawiających odludne miejsca w Norrland.
Razem z Helmerem Osslundem jest zaliczany do najważniejszych piewców Norrland w szwedzkiej sztuce.  

## Biografia i twórczość

### Młodość i edukacja
Per Leander Engström urodził się 28 lutego 1886 roku w Ytterhogdal jako syn Olofa Pettera Engströma i Marthy Olsdotter. Chodził do szkoły w Ljustorp. W młodości pracował w tartaku w Sundsvall oraz w Sundsvalls Tidning (1901–1906). W latach 1907–1908 uczęszczał do Konstnärsförbundets skola w Sztokholmie. Ponieważ krewni ze strony jego matki, wywodzili się z Norrland, Engström bliżej zainteresował się tym regionem odwiedzając go po raz pierwszy w 1906 roku.

### Wyjazd do Francji
W grudniu 1908 roku wyjechał do Paryża, gdzie w latach 1908–1909 razem z Isaakiem Grünewaldem, Einarem Jolinem, Carlem Rydem, Torem Bjurströmem i innymi, przyszłymi szwedzkimi ekspresjonistami studiował w Académie Matisse, prowadzonej przez Henriego Matisse’a.

### Powrót do Szwecji
Wiosną 1909 roku uczestniczył wraz z kolegami w wystawie w Hallins konsthandel w Sztokholmie. Grupa nazwała się De Unga. Krytyk sztuki August Brunius nazwał jej członków mężczyznami roku 1909. Dzięki nowemu, świeżemu potraktowaniu formy i francuskiej kolorystyce doprowadzili oni do rewolucyjnego przełomu w sztuce szwedzkiej. Engström wykorzystując doświadczenia Matisse’a, a także van Gogha i Cézanne’a stworzył osobisty styl, będący rodzajem dekoracyjnego i wyraźnie rytmicznego ekspresjonizmu, pasującego zwłaszcza do przeniesienia na płótno motywów, które oglądał w tym samym roku w Laponii. Po spędzeniu zimy w Paryżu w sezonie 1909–1910 powrócił do Laponii po raz kolejny.
3 kwietnia 1910 i 3 maja 1911 De Unga organizowali 2 kolejne wystawy swoich prac w Sztokholmie, po czym zakończyli działalność. Na jesieni 1911, jeszcze w Paryżu, niektórzy spośród uczniów Matisse’a założyli ugrupowanie artystyczne De åtta (Ośmiu). W jego skład weszli, obok Engströma: Tor Bjurström, Isaac Grünewald, Albert Hoffsten, Sigrid Hjertén i Einar Jolin. Wkrótce potem Hoffsten opuścił grupę a dołączyli do niej: August Lundberg, Gösta Sandels i Nils Dardel. Debiut wystawienniczy grupy miał miejsce w 1912 roku.
Jesienią 1913 roku ożenił się z pochodzącą z Norrland Marią Valentiną Edlund (1884–1938). Para doczekała się w roku następnym dwóch synów, bliźniaków: Torda i Kjella, którzy w dorosłym życiu poszli w ślady ojca.
W 1914 roku, tuż przed wybuchem wojny uczestniczył z powodzeniem w wystawie Baltiska utställningen, w której obok niego wzięli udział również jego koledzy-artyści: Isaac Grünewald, Sigrid Hjertén, Nils Dardel i Einar Jolin. Grupa określiła siebie mianem Ekspresjonistów (Expressionisterna).
W 1916 roku zbudował dom w Abisko, gdzie w lecie spędzał czas poświęcając się malowaniu pejzaży i ludzi. Nigdy później Laponia i jej ludzie nie zostali przedstawieni z taką empatią.

### Wyjazd do Włoch
W 1918 roku, kiedy wojna dobiegła końca, młodzi szwedzcy artyści udali się wspólnie do krajów południowych: Francji, Hiszpanii i Włoch. Podczas pobytu we Włoszech Engström zainteresował się bliżej malarstwem takich twórców jak: Giotto di Bondone, Ambrogio Lorenzetti, Simone Martini, Fra Angelico, Paolo Uccello i Piero della Francesca. Uwagę poświęcił również malarstwu etruskiemu. W marcu 1920 roku po raz pierwszy samodzielnie przyjechał do Włoch i pozostał tam na jesieni, po czym wrócił w Nowy Rok 1921 i pozostał tam (wyjeżdżając w międzyczasie na krótko do ojczyzny) do jesieni 1922 roku. Jego paleta stała się teraz intensywniejsza i cieplejsza, kształty ostrzejsze i bardziej wyraziste, a kompozycja bardziej logiczna. Jego sztuka stała się bardziej klasyczna, nie tracąc przy tym indywidualnych cech.

### Powrót do Szwecji
Gdy powrócił do Szwecji jego twórczość z okresu włoskiego została skrytykowana przez niektórych krytyków. Artysta wówczas podjął na nowo malowanie motywów północnych, takich jak rzeki, wodospady oraz wybrzeża Medelpad i Ångermanland. Jego pejzaże i portrety ludzi stały się bardziej realistyczne. W latach późniejszych, gdy stan jego zdrowia się pogarszał, mocnym wsparciem dla niego okazała się żona. Engström zmarł 6 lutego 1927 roku w Sztokholmie. Po jego śmierci wdowa po nim przez resztę swojego życia dokładała starań, aby jego sztuka zyskała uznanie.

### Spuścizna
W 1937 roku zorganizowano 2 wystawy retrospektywne Engströma: w Svensk-franska konstgalleriet w Sztokholmie i w Borås och Sjuhäradsbygdens Konstförening w Borås.
W 2008 roku archiwum Engströma, jego żony Marii oraz obu synów, Torda i Kjella zostało przekazane do  zbiorów rękopisów Forskningsarkivet Uniwersytetu w Umeå.

## Obrazy

### Pejzaże

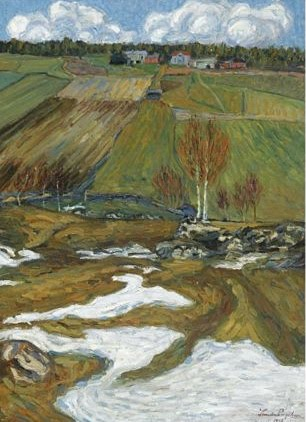
Pejzaż jesienny, 1908
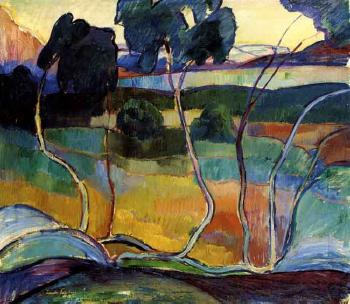
Późny letni wieczór w Tornetrask
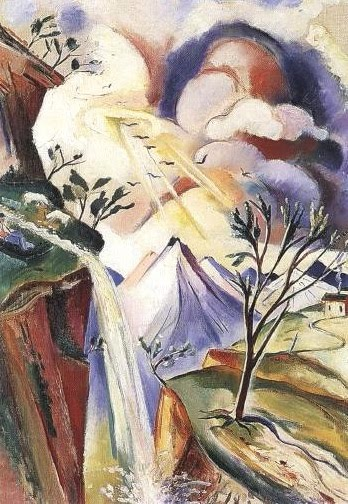
Pejzaż górski, 1916
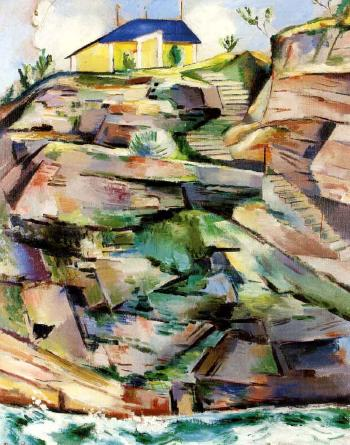
Dom na klifie, 1916
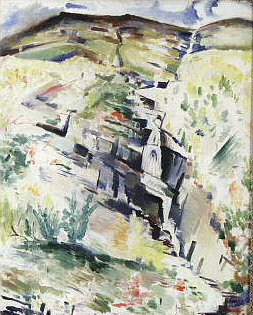
Pejzaż ze wzgórzem Nuolja koło Abisko, 1917
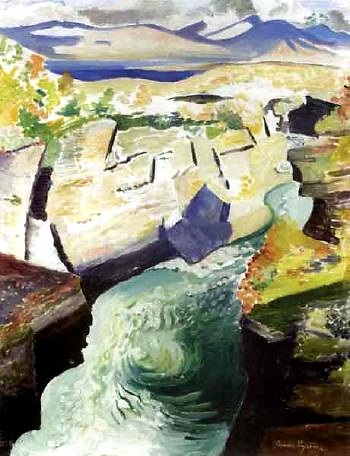
Pejzaż letni Abisko

### Portrety i akty

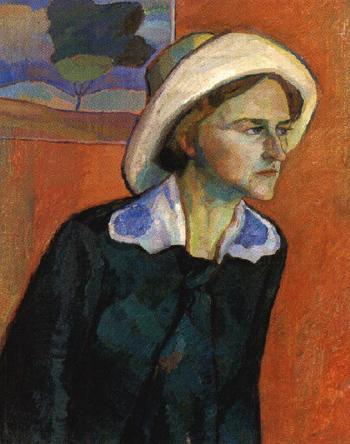
Kobieta na czerwonym tle
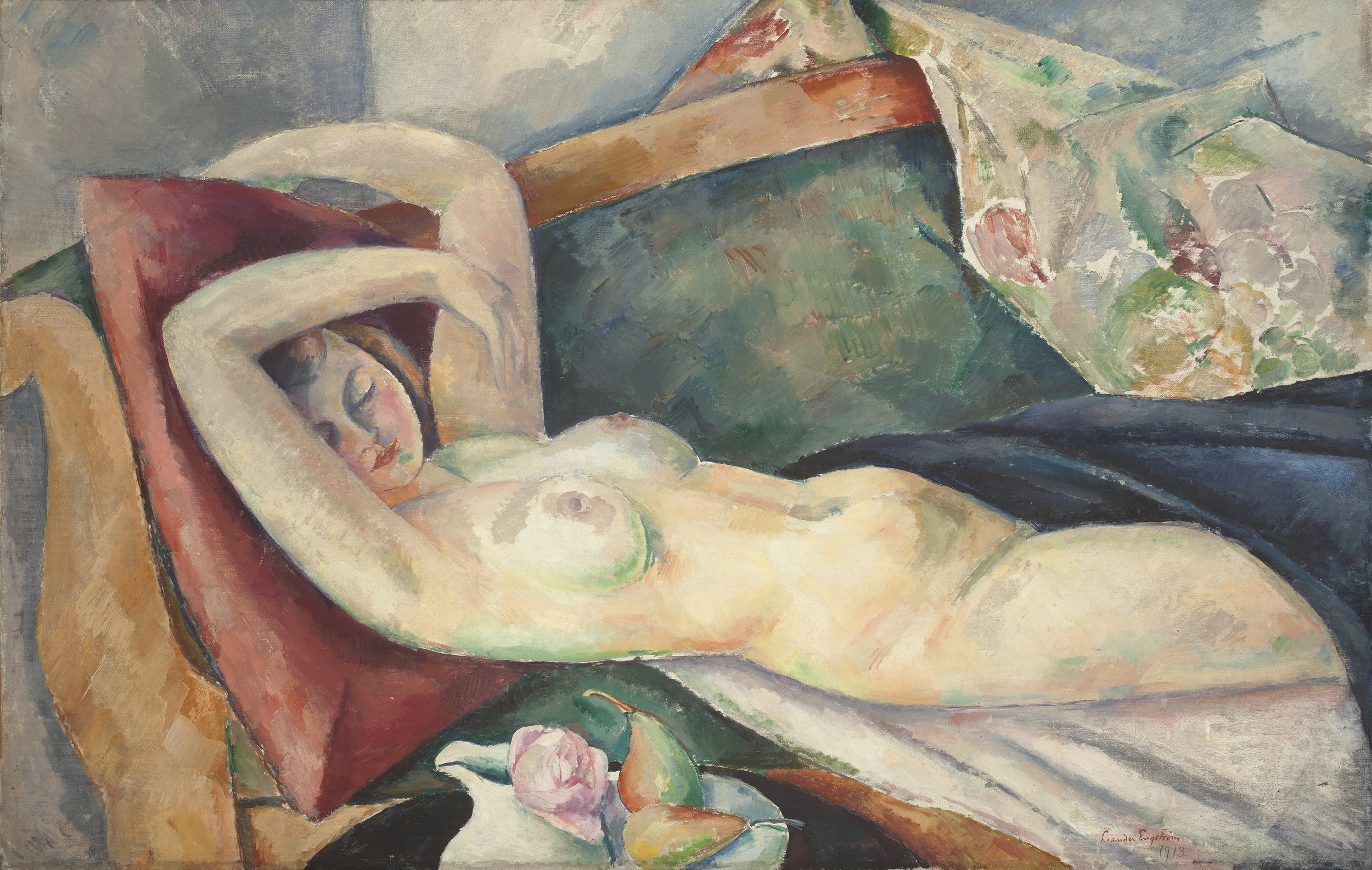
Akt leżący z gruszką i różą, 1913
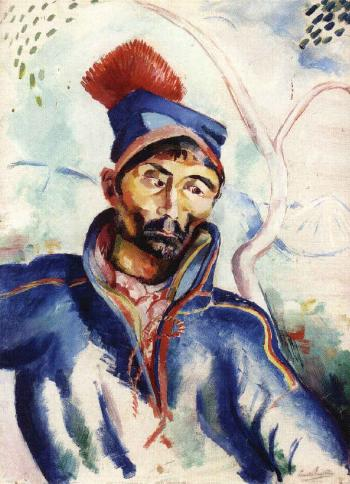
Lapończyk, 1916
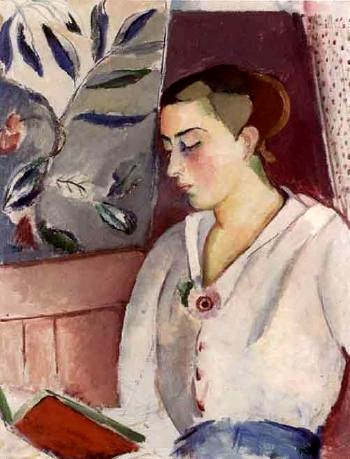
Dziewczyna z książką, 1916
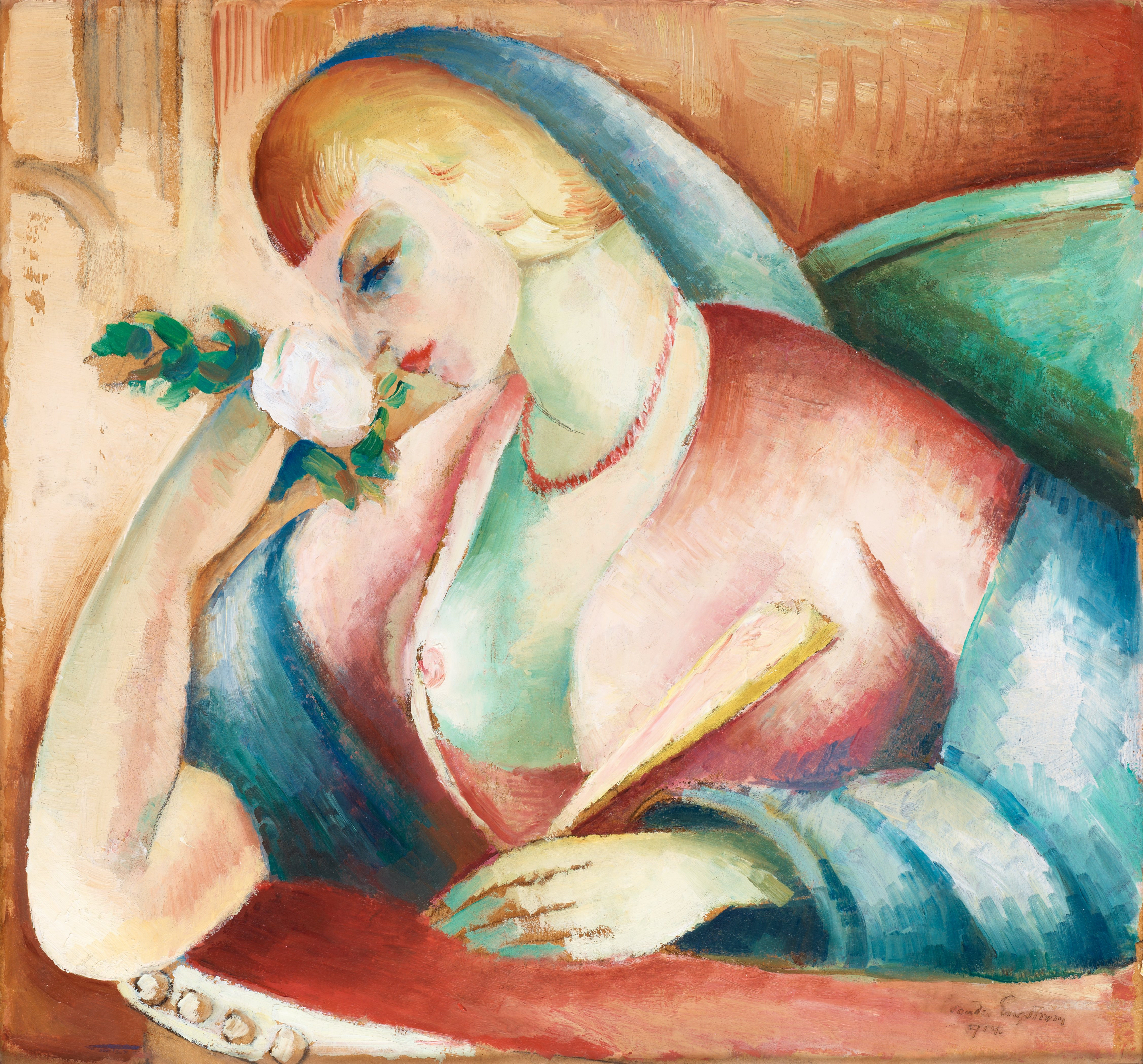
Dama z różą i wachlarzem, ok. 1920